# Асадов Андрій Романович
Андрій Романович Асадов (15 березня 1998, Старе Місто, Тернопільська область — 18 липня 2022, Спірне, Донецька область) — український військовик, сержант медичної роти 80-тої окремої десантно-штурмової бригади. Учасник російсько-української війни, який загинув у ході російського вторгнення в Україну в 2022 році.

## Життєпис
Андрій Асадов народився 15 березня 1998 року. Жив у селі Старе Місто, що розташоване на річці Коропець, на півдні Тернопільського району.
Отримав медичну освіту в Галицькому медичному коледжі імені Євгена Гливи. Після завершення навчання пішов служити у Збройні сили України. Учасник ООС.
З початком російського вторгнення в Україну в лютому 2022 року був знов призваний на військову службу. Сержант — медик Андрій Асадов рятував життя військовослужбовцям на Донецькому напрямку.

## Загибель і поховання
24-річний медик загинув 18 липня 2022 року під час виконання бойового завдання в районі Спірне (селище) під Бахмутом на Донеччині.
21 липня тіло Героя привезли в Підгайці, де в УГКЦ Всіх Святих Українського Народу відбулася заупокійна панахида. На колінах сотні мешканців громади проводжали загиблого на кладовище.

## Родина
У загиблого Героя залишилися мати та бабуся.

## Нагороди
- Орден «За мужність» ІІІ ступеня (17 серпня 2022, посмертно) — за особисту мужність і самовіддані дії, виявлені у захисті державного суверенітету та територіальної цілісності України, вірність військовій присязі[1]

## Вшанування пам'яті
- З метою вшанування пам'яті Героя на території громади оголосили триденну жалобу. На будівлях і спорудах місцевого самоврядування, підприємствах, установах та організаціях незалежно від форм власності на знак скорботи приспустили Державний Прапор України з чорною стрічкою на період 20-22 липня.